# Ahacij Stržinar
Ahacij Stržinar(tudi Steržinar ali Steržiner), slovenski duhovnik in nabožni pesnik, * 11. maj 1676, Suha, † 17. maj 1741, Nazarje.

## Življenje
Ahacij Stržinar je bil sin Marka in Maruše Stržinarja. Bil je šesti izmed osmero otrok. Osnovno šolo je najverjetneje obiskoval v Škofji Loki, gimnazijo pa pri jezuitih v Ljubljani. Na Dunaju je poslušal svobodne umetnosti in filozofijo, postal magister le-teh ter dokončal bogoslovje. Leta 1702 je bil v Vidmu posvečen v duhovnika, leta 1703 je postal kaplan pri Sv. Petru v Ljubljani. V letih 1707–13 je služil kot spovednik pri klarisah v Ljubljani. Leta 1713 je nastopil službo župnika v Gornjem gradu, ki jo je opravljal 20 let. Leta 1733 se je tej službi odpovedal, da bi se lahko posvetil češčenju sv. Frančiška Ksaverija v Radmirju pri Gornjem gradu. Tu je na čast tega svetnika že leta 1715 ustanovil božjo pot. Sezidal je tudi novo cerkev, ki je bila posvečena 8. oktobra 1728. 

## Delo
Ustanovitev božje poti je Stržinar popisal v spisu Origo devotionis (1716), njen razmah v prvih desetih letih pa pod naslovom Decas Xaverianae devotionis (1726); oboje se je ohranilo v rokopisu v Radmirju. Verjetno je sodeloval tudi pri rokopisu Annales rev. dominorum sacerdotum curatorum ad s. Franciscum Xav … et alia notata posteritate digna, ki popisuje dobo v letih 1733–39. K uspešnosti božje poti so pomagale publikacije z naslovom Xaverianische Ehr- und Gnadenburg ali Fortsetzung Xaverianischer Ehr- und Gnadenburg, ki so jih na podlagi Stržinarjevega gradiva sestavljali drugi. Publikacije so izšle v nemščini,  latinščini in italijanščini. 
V slovenščini je Stržinar leta 1729 izdal Katoliš kršanskiga vuka pejsme, katere se per kršanskimo vuko, božjih potih, per svetimu misijonu inu zlasti per svetimo Francisko Ksaverijo na Straže Gorniga gradu fare nucnu pojo, ki poleg tega, kar navaja naslov, vsebuje tudi prvo slovensko peto mašo. Naslednje leto je izšla še knjižica z naslovom Pejsem od teh velikih odpustikov, ki se prav tako nanaša na pobožnosti v Radmirju.

Katoliš kršanskiga vuka pejsme
Po vsebini je to prva katoliška katekizemska pesmarica, ki jo skoraj v celoti tvorijo pesmi. Pesmarica je namenjena mladeničem in deklicam, starejšim in mlajšim. Stržinar v predgovoru navede tri razloge za nastanek pesmarice:
1. da bi mladi ljudje, ki se radi veselijo in od veselja pojejo vse sorte pesmi, še rajši peli te svete pesmi;
2. mladi ljudje se bodo krščanskega nauka raje in lažje učili skozi pesmi in tudi dlje ga bodo obdržali v glavi;
3. da bi mladi ljudje opustili petje nevarnih in pohujšljivih pesmi in bi peli svete pesmi, ki ljudi poboljšajo in potolažijo.  
Pesmi naj se bi pele na božjih poteh, na procesijah, pri učenju krščanskega nauka in pri maši (pred in po pridigi). 

## Seznam pesmi
- Od Buga cila nu konca tega človeka
- Od Svete Trojce
- Od Christusa
- Od Svetiga Rešniga Telesa
- Od Svete Nedele
- Od Svete Maše (prva slovenska mašna pesem!)
- Od Zacramenta te Pokure
- Od te keršanske Pravice
- Od Poslednih reči tega človeka
- Od te ferdamane duše
- Od Pokore
- Od Britke Martre Jesusove
- Od Grevenge
- Zdihuvaine eniga Grešnika pruti Divici Marie
- Klaguvaine eniga Grešnika inu Troštanie Divice Marie
- Od Svetiga Angela Variha
- Od Svetiga Duha
- Od popolnoma Lubezni Božie Svetiga Francisca Xaveria
- Od Svetiga Francisca Xaveria Patrona Svetiga Missiona
- H´ Koncu eniga dobriga della Te deum Laudamus
- Od sprašuvania te Veisti sa spoud
- Od Grevenge sa spoud
- Od Spoudi
- Od Vrednosti tega Zacramenta Svetiga Rešniga Telesa
- Od fruhtov inu gnad tega Zacramenta Svetiga Rešniga Telesa
- Od Perpraulania inu Prejemanie tega Svetiga Rešniga Telesa
- Od Svete neše Politiane
- Od Svete Meriethe Cortone
- Od S. Francisca Xaveria v´ Gornim Gradu v´ svoie Cerqui čudniga Pomočnika
- Od Vsakdaniga popolnoma odpustika v´ Cerqui S. Francisca Xaveria v´ Gornim Gradu
- Kar se pred nu po Peissmih; pred nu po žegnu Svetiga Rešniga Telesa poje
- Litanie od ner sveteišiga Imena Jesusa
- Litanie Lauretanske od Divice Matere Marie
- Litanie od S. Francisca Xaveria
- Litanie od vseh Svetnikov
- Perstavk od Keršanskiga navuka
- Skrivnosti svete Trojce etc.
- Ta Apostolska Veira
- Ta Gospodnia molitov ali Oča naš
- To Angelsku Cešenie ali Cešena se Maria
- Te desset Zapovidi Božie
- Te Zapovidi Keršanske Cerque
- Te sedem Zakramenti
- Popolnoma Grevenga
- Dovžnost lete molitve se vučiti
- Dovžnost te molitve prov zastopiti
- Perdavk posebne andohti za mlade ludi pruti Jesusu inu Marie
- Viša moliti Sveti Roženkranc
- Perva Andoht Svetiga Francisca teh deset petkov
- Druga Andoht Svetiga Xaveria devet dni sporet
- Popolnoma odpustik vsaki dan per S. Francisco Xaverio v´ Gornim Gradu na Straže
- Perdavk od drugih Odpustikov

Vmes so tudi notni zapisi nekaterih pesmi in molitve.
Z izdajo pesmarice je Stržinar vplival na kasnejše pesmarje, zlasti na Primoža Lavrenčiča in Franca Paglovca.
Pejsem od teh velikih odpustikov
To je 30 strani obsegajoča knjižica o odpustkih. V predgovoru Stržinar pove, od kod prihajajo odpustki. V nadaljevanju govori o tem, kaj je potrebno storiti za odpustke in za koga se jih dobi. Možna sta samo dva odpustka, in sicer popolni odpustek ali 7 let odpustka in tolikokrat 40 dni. Na koncu so pesmi Svete Marie Magdalene.